# 田頭基典
田頭 基典（たがしら もとのり、1941年5月10日 - 2023年6月26日）は、日本の国税官僚。大蔵省北海道財務局長などを経て、島根銀行代表取締役頭取や、同行代表取締役会長を務めた。

## 人物・経歴
広島県立尾道商業高等学校卒業後、1960年 広島国税局入局（総務部総務課）。1971年7月 大蔵省主計局総務課。1973年7月 大蔵省主計局通産第二係長。1975年7月 大蔵省主計局司計課。1976年7月 大蔵省主計局文部第一係長。1978年7月 大蔵省主計局総務課。1980年7月 大蔵省主計局総務課長補佐。1992年6月 大蔵省主計局主計官。1995年 大蔵省主計局司計課長。1998年6月30日 北海道財務局長。1999年 衆議院大蔵委員会専門員・大蔵調査室長。2001年 衆議院財務金融委員会専門員・財務金融調査室長。2001年 島根銀行顧問。2002年 島根銀行常務取締役。2003年 島根銀行代表取締役頭取。2014年 島根銀行代表取締役会長。2016年 島根銀行取締役相談役。2018年 長期政権が企業統治上問題があると考えた金融庁の意向で島根銀行取締役相談役から、非常勤の相談役に退いた。
2023年6月26日、病気のため死去。82歳没。

## 著作
- 『繰越・決算事務必携 平成8年版』大蔵財務協会 1996年